# Сеид Фаттах Марагаи
Сеид Фаттах Марагаи (азерб. Seyid Fəttah Marağayi; конец XVII века, Марага, Тебризское бейлербейство, Сефевидское государство — 1761, Марага, Марагинское ханство) — азербайджанский поэт XVIII века, шейх-уль-ислам.

## Биография
Мир Фаттах родился в городе Марага в период правления шаха Султан Хусейна. По вероисповеданию был мусульманином-шиитом, а также сторонником суфийского учения. В юности он отправился в путешествие для поиска муршида. Он встретился в Мешхеде с одним из мудрецов того времени Мир Мухаммедом Тагы Шахи. Во сне Фаттах увидел Пророка Мухаммеда, который советовал ему стать мюридом Мухаммеда Тагы. Поэтому, поэт некоторое время оставался у Мухаммеда Тагы. Когда он достиг до совершенства, попросил разрешения у наставника и вернулся в город Марага. В последние годы жизни он был шейх-уль-исламом и скончался в 1761 году. Был похоронен на юге Мараги близко к Хаштрудскому магалу.

## Творчество
Сеид Марагаи писал стихи на азербайджанском языке под псевдонимом Фаттах и на персидском под псевдонимом Ишраг, что показывает просвещенность и мистичность поэта. На персидском языке сохранилось его произведение в жанре месневи «Ризайул-фютух». Также на азербайджанском языке есть месневи и марсия поэта. Помимо этого Фаттах писал в жанре мистики, любовные стихотворные письма и поэмы, посвящённые жертвам битвы при Кербеле.